# Vaddakkankulam
Vaddakkankulam es una ciudad censal situada en el distrito de Tirunelveli en el estado de Tamil Nadu (India). Su población es de 9220 habitantes (2011). Se encuentra a 62 km de Tirunelveli y a 98 km de Thoothukudi.

## Demografía
Según el censo de 2011 la población de Vaddakkankulam era de 9220 habitantes, de los cuales 4421 eran hombres y 4799 eran mujeres. Vaddakkankulam tiene una tasa media de alfabetización del 94,28%, superior a la media estatal del 80,09%: la alfabetización masculina es del 96,33%, y la alfabetización femenina del 92,41%.